# Corrente del Golfo

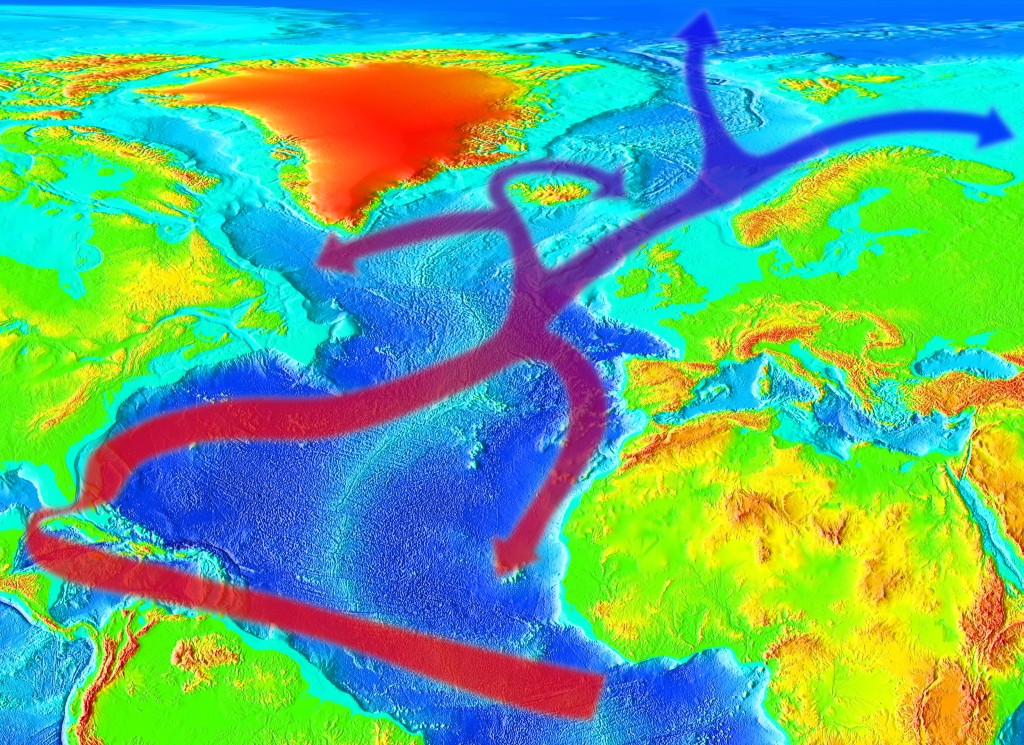
La corrente del Golfo

La corrente del Golfo, insieme alla corrente nord-atlantica, è una potente corrente oceanica calda dell'emisfero boreale, presente nell'Oceano Atlantico Settentrionale. 
La corrente nasce nel Golfo del Messico, dove grandi masse di acqua tropicali vengono riscaldate dall'azione diretta della radiazione solare incidente: queste masse tendono a risalire verso nord per sostituire le acque fredde del Nord Atlantico, le quali si inabissano per differenza di densità a causa dei venti freddi polari e si muovono indietro verso il Golfo del Messico, facendo ricominciare il ciclo.
Tale corrente è generalmente considerata la causa della presenza di un clima invernale più mite nei paesi dell'Europa occidentale e settentrionale.

## Storia

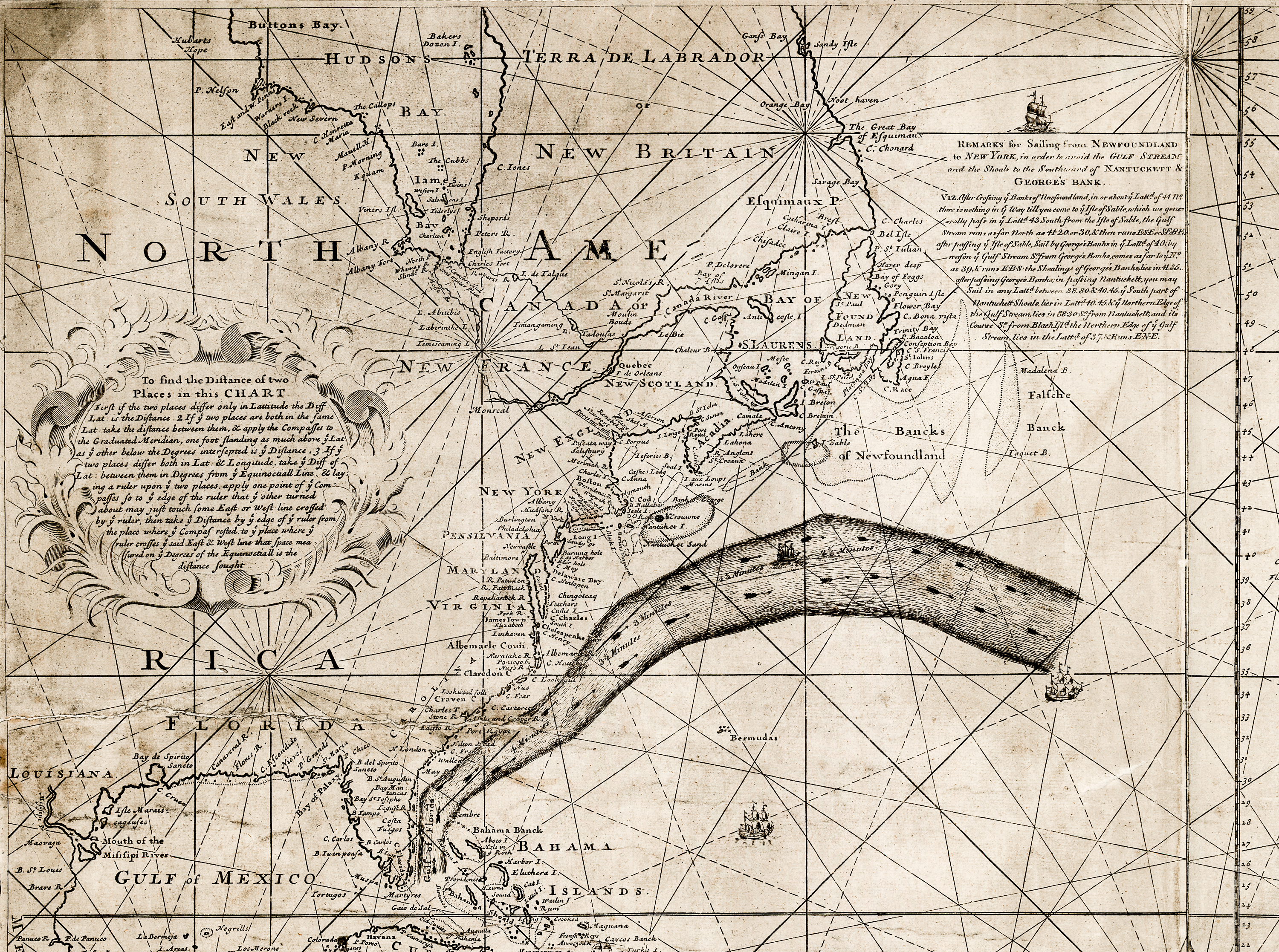
La carta della Corrente del Golfo di Benjamin Franklin stampata a Londra nel 1769

La scoperta della Corrente del Golfo si può far risalire alla spedizione di Juan Ponce de León del 1512; successivamente la corrente fu ampiamente sfruttata dalle navi spagnole per velocizzare la navigazione dai Caraibi alla Spagna. La prima mappa della corrente fu realizzata da Benjamin Franklin e stampata per la prima volta a Londra nel 1769.

## Proprietà
La Corrente del Golfo vera e propria è guidata in gran parte dalla forza superficiale esercitata dal vento. La corrente nord-atlantica, al contrario, è in gran parte guidata dalla circolazione termoalina. Il trasporto di acqua calda verso nord-est attraverso l’Atlantico è considerata la causa per cui sussistono inverni più miti in Europa occidentale e settentrionale rispetto a quanto sarebbe altrimenti.

## Formazione

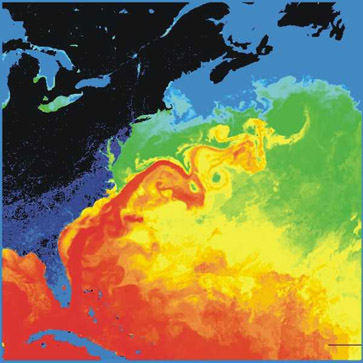
Una fotografia a falsi colori che mostra la temperatura dell'acqua nel golfo del Messico.

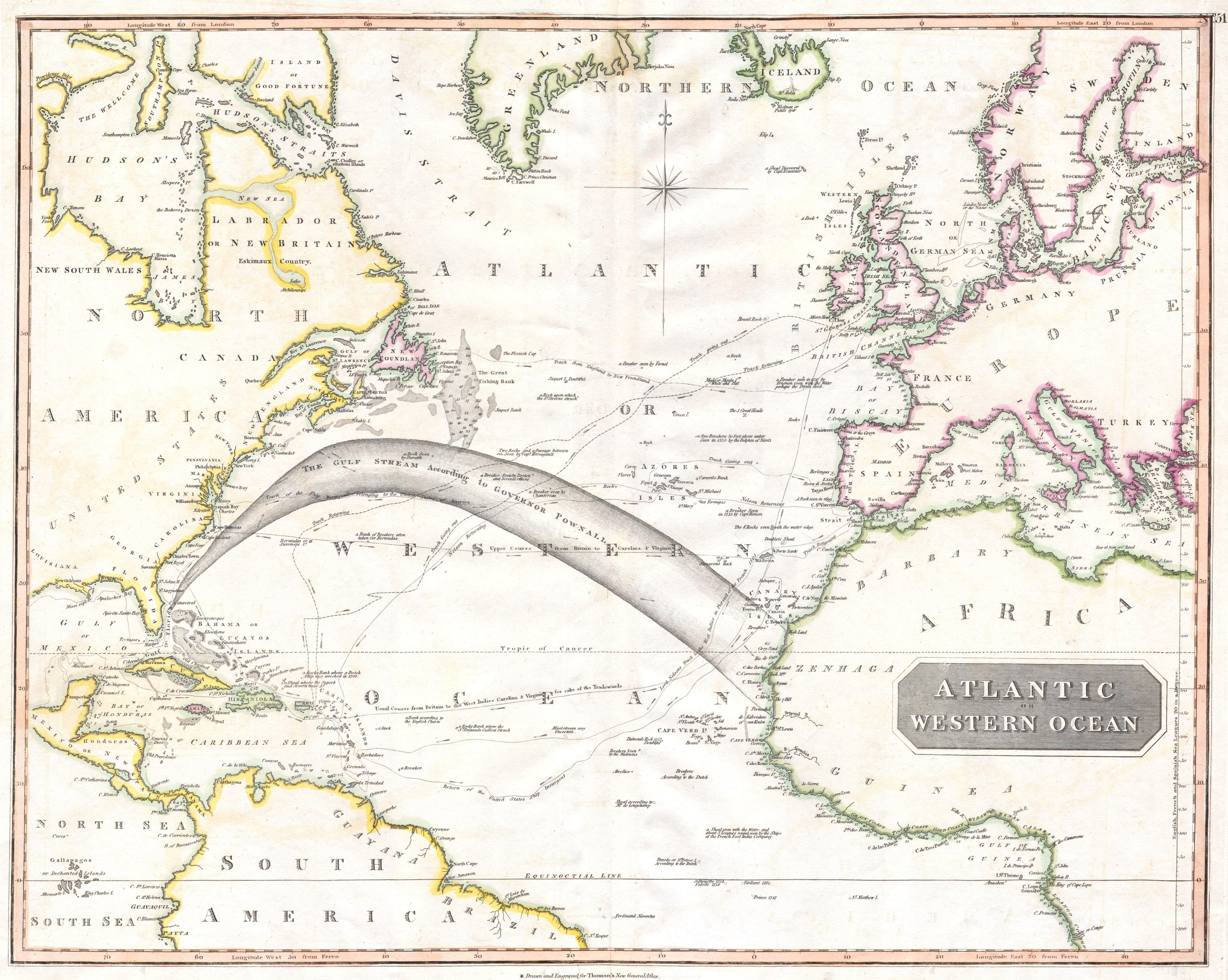

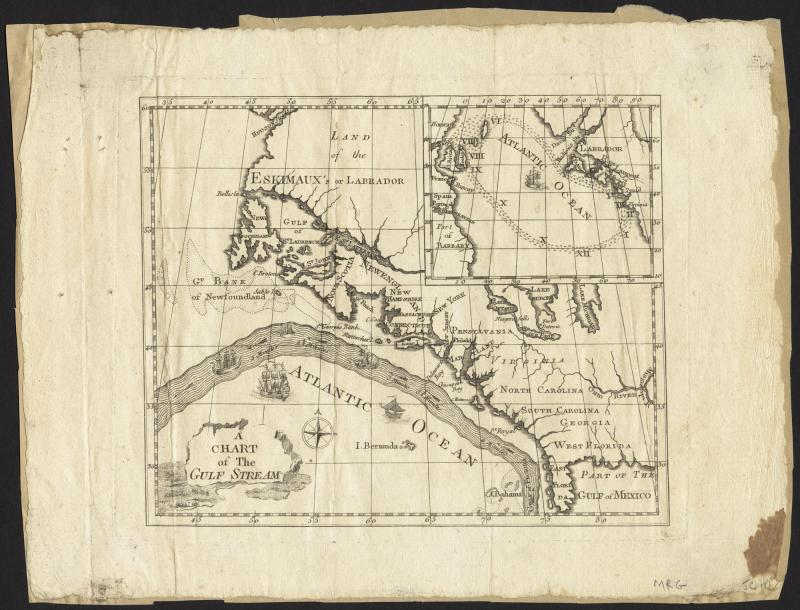

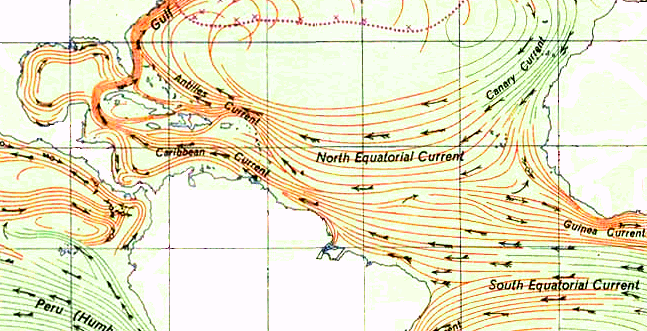

La corrente equatoriale nord si origina nell'area delle isole di Capo Verde, dirigendosi verso ovest sotto la spinta degli alisei e lambendo le coste dell'Africa occidentale. Quando tale corrente interagisce con la costa nord-orientale del Sud America, questa si biforca in due rami: il primo fluisce nel Mar dei Caraibi, mentre il secondo, detto Corrente delle Antille, scorre lungo l'Oceano Atlantico a nord lambendo a est la regione caraibica. Questi due rami si ricongiungono a nord degli Stretti della Florida.
Gli alisei soffiano verso ovest ai tropici, mentre i venti occidentali soffiano verso est alle medie latitudini. Questa combinazione genera una forza sulla superficie della fascia subtropicale dell'oceano con una vorticità potenziale negativa attraverso l’Oceano Atlantico settentrionale. Il bilancio di Sverdrup risultante è diretto verso l'equatore.
A causa della conservazione della vorticità potenziale causata dai venti che si muovono verso nord lungo l'estremità occidentale della dorsale atlantica subtropicale e a causa dell'aumento della vorticità relativa dell'acqua che si muove verso nord, il trasporto è bilanciato da una corrente stretta e in accelerazione verso il polo. Tale corrente scorre lungo il limite occidentale del bacino oceanico ed è nota come Corrente del Labrador. La conservazione della vorticità potenziale provoca anche curvature della traiettoria della Corrente del Golfo: l'acqua, spostandosi verso nord, tende a mantenere inalterata la propria velocità, come stabilito dal principio di inerzia. Procedendo verso nord, le masse liquide si «scontrano» con masse che viaggiano a velocità inferiori poiché la velocità lineare di rotazione diminuisce con l'aumentare della latitudine. In un intervallo di tempo le masse con velocità maggiore percorrono spazi maggiori e saranno quindi più spostate verso est di masse con velocità minore. A questo è dovuta la forma della traiettoria della corrente del Golfo. Il risultato di questo processo è noto come intensificazione occidentale: le correnti costiere, tra cui la Corrente del Golfo, sono più veloci e hanno fronti più stretti a ridosso delle coste occidentali, contrariamente alle correnti più lente e meno definite che si trovano nelle zone orientali degli oceani.
Di conseguenza, la Corrente del Golfo risultante è una forte corrente oceanica, trasportando acqua ad una portata di 30 milioni di metri cubi al secondo (30 sverdrup) attraverso gli stretti della Florida e di 150 sverdrup al passaggio a sud di Terranova. A causa della grande forza associata alla corrente, e a causa della sua vicinanza alle coste, le spiagge della costa orientale degli Stati Uniti sono maggiormente soggette al fenomeno dell'erosione.
La Corrente del Golfo ha una larghezza media di 100 km e una profondità variabile tra 800 e 1200 m. La velocità è maggiore in superficie, con un massimo di circa 2,5 m/s. Viaggiando verso nord, l'acqua calda trasportata dalla Corrente del Golfo subisce un raffreddamento evaporativo per azione del vento, con conseguente aumento della salinità e densità. Quando si forma il ghiaccio marino, il sale ne viene escluso e va ad aumentare ulteriormente la salinità e densità dell'acqua non ghiacciata. Nell'Oceano Atlantico settentrionale l'acqua diventa così densa che inizia a sprofondare in acque meno salate e meno dense. Questa corrente discendente va a formare l'acqua profonda del Nord Atlantico, una massa d'acqua che ritorna verso sud lungo il fondo oceanico, lasciando un vuoto che a sua volta attira altra acqua calda dalle basse latitudini.
Due studi pubblicati sulla rivista scientifica britannica Nature nell'aprile 2018 hanno dimostrato che la Corrente del Golfo è al suo livello più debole da almeno 1600 anni.

## Effetti locali
La Corrente del Golfo influenza il clima della penisola della Florida. La parte della corrente che scorre al largo della costa della Florida, denominata Corrente della Florida, mantiene una temperatura media dell'acqua di almeno 24 °C (75 °F) durante l'inverno. I venti orientali soffiano sulla superficie di questa massa di acqua calda, si scaldano e spostano aria calda dalla Corrente del Golfo verso l'interno, contribuendo a mantenere temperature più miti rispetto al resto degli Stati Uniti sud-orientali. La prossimità della Corrente del Golfo a Nantucket, nel Massachusetts, rende la zona più temperata durante l'inverno con un conseguente aumento della biodiversità della zona, grazie alla presenza contemporanea di varietà di piante del sud (che crescono in ambienti più caldi) e delle specie vegetali del nord.
La Corrente del Golfo, insieme a simili correnti d’aria calda, aiuta a mantenere temperature miti in Irlanda e nella costa occidentale della Gran Bretagna rispetto alle zone interne.
Inoltre, la costa settentrionale della Norvegia rimane prevalentemente libera da ghiaccio e neve durante l'inverno, nonostante si trovi in ambiente artico. Il riscaldamento prodotto dalla Corrente del Golfo ha consentito lo sviluppo di insediamenti abitati piuttosto grandi sulla costa della Norvegia settentrionale, tra cui Tromsø, la terza città più grande a nord del Circolo polare artico.

## Evoluzione futura
Quando il nastro trasportatore è attivo le correnti oceaniche dell'Atlantico ad alta salinità, scorrendo dai tropici verso nord riscaldano i venti dominanti mentre questi spirano verso est (cioè verso l'Europa). Le correnti che trasportano calore, dense per la salinità, diventano ancora più dense quando, risalendo verso nord, cedono calore all'atmosfera. Alla fine, l'acqua salata e fredda diviene abbastanza pesante da affondare in prossimità della Groenlandia. Da qui ritorna verso sud lungo il fondo oceanico, lasciando un vuoto che attira altra acqua calda dalle basse latitudini. Quando la corrente Nord-Atlantica è attiva, condizioni temperate con inverni relativamente miti (rispetto a quelli che si registrano alle stesse latitudini in America) favoriscono una ricca produzione agricola in gran parte dell'Europa. I monsoni stagionali portano acqua ad ampie fasce dell'Africa e dell'Estremo Oriente. L'Asia centrale è umida mentre Antartide e Sud Atlantico sono freddi.
Il nastro trasportatore può rallentare o fermarsi quando nel Nord Atlantico affluisce troppa acqua dolce, che diluisce le correnti ad alta salinità provenienti da sud poiché le acque superficiali (indipendentemente dalla loro temperatura) non diventano abbastanza dense da “affondare”. I venti dominanti in questo modo portano aria fredda verso l'Europa creando condizioni di freddo che possono durare per decenni, fino a quando le acque delle basse latitudini non diventano abbastanza saline da sopraffare quelle più dolci a nord, facendo ripartire il nastro trasportatore con una gigantesca spinta.
Se il nastro trasportatore si fermasse avremmo inverni rigidissimi in Europa e nell'America del Nord mentre avremmo forti siccità in molte parti dell'emisfero australe poiché non vi sarebbero più i monsoni provocati dalle correnti calde risalenti verso nord. L'analisi dei dati sul clima preistorico ha fornito alcuni indizi che vanno in questa direzione, ma la loro interpretazione è ancora controversa. Ad esempio sembra quasi certo che, circa 11 000 anni fa, la fusione di estesi ghiacciai posti sul Labrador causò il rallentamento della corrente del Golfo. Una delle conseguenze dell'evento fu il raffreddamento del clima europeo per un periodo approssimativo di 1 000 anni. Un'ipotesi simile è stata fatta anche per spiegare la Piccola era glaciale. L'aggravarsi o l'inizio di una nuova era glaciale non è comunque prevedibile con i modelli climatici attuali. In base alle ipotesi più pessimistiche, il clima potrebbe mutare in modo drastico e imprevedibile in pochi decenni.
Nel 1991, un modello climatico di Manabe, che prevedeva un sistema accoppiato oceano-atmosfera, si concluse con una previsione che un cambio nella circolazione della corrente del Golfo nel nord Atlantico poteva provocare un raffreddamento dell'Europa. Secondo alcuni climatologi, un aumento della temperatura del pianeta, come nel caso dell'attuale riscaldamento globale, produrrebbe un afflusso di grandi quantità di acqua dolce, liberata dal disgelo della coltre glaciale della Groenlandia e di altre regioni boreali e potrebbe bloccare il cosiddetto "nastro trasportatore" del nord Atlantico. Un eventuale arresto del nastro trasportatore, o anche soltanto un suo significativo rallentamento, potrebbe raffreddare il Nord Europa anche se le temperature globali continuassero ad aumentare a causa del riscaldamento globale.